# Station Banstead
Banstead is een spoorwegstation van National Rail in de buitenwijk Banstead van Londen in Engeland. 